# Brigitte Wokoeck
Brigitte Wokoeck (Lübeck, 22 de fevereiro de 1946) é uma ex-patinadora artística alemã, que competiu representando a Alemanha Oriental. Ela conquistou com Heinz-Ulrich Walther duas medalhas de ouro e duas de bronze no campeonato nacional alemão oriental e foram campeões do Blue Swords. Wokoeck e Walther disputaram os Jogos Olímpicos de Inverno de 1964, terminando na 11.ª posição.

## Principais resultados

### Com Heinz-Ulrich Walther
| Jogos Olímpicos                                       |                   |     |                 | 11.ª              |                 |  |  |  |  |  |  |  |  |  |  |
| Campeonato Europeu                                    |                   | 6.ª | 8.ª             |                   |                 |  |  |  |  |  |  |  |  |  |  |
| Blue Swords                                           |                   |     |                 | Medalha de ouro   |                 |  |  |  |  |  |  |  |  |  |  |
| Nacional                                              |                   |     |                 |                   |                 |  |  |  |  |  |  |  |  |  |  |
| Campeonato Alemão Oriental                            | Medalha de bronze |     | Medalha de ouro | Medalha de bronze | Medalha de ouro |  |  |  |  |  |  |  |  |  |  |
|                                                       |                   |     |                 |                   |                 |  |  |  |  |  |  |  |  |  |  |
| Legenda: Competição não foi disputada nesta temporada |                   |     |                 |                   |                 |  |  |  |  |  |  |  |  |  |  |